# Buolžžatjávri
Buolžžatjávri är en sjö i Finland. Den ligger i kommunen Utsjoki i landskapet Lappland, i den norra delen av landet, 1 100 km norr om huvudstaden Helsingfors. Buolžžatjávri ligger 276 meter över havet. Omgivningarna runt Buolžžatjávri är i huvudsak ett öppet busklandskap. Arean är 50,5 hektar och strandlinjen är 7,79 kilometer lång. Sjön  ingår i Tana älvs huvudavrinningsområde. 
I övrigt finns följande vid Buolžžatjávri:
- Pajib Puoldshakjävri (en sjö)